# Loud Luxury
Loud Luxury est un duo canadien de disc jockeys et de production musicale composé d'Andrew Fedyk et de Joe Depace basé actuellement basé à Los Angeles,,,,. En 2017, ils sortent un remix du single Scared to Be Lonely de Martin Garrix et Dua Lipa, ce qui leur vaut une reconnaissance et une attention médiatiques.

## Histoire
Le duo se forme lorsque Fedyk et Depace, qui se sont rencontrés à l'Université Western Ontario en Ontario collaborent ensemble. En assistant à un concert de Porter Robinson, ils sont inspirés par la façon dont Robinson se connecte avec la foule. En décembre 2016, ils sortent la chanson See It Again,,.
En 2017, ils remixent la chanson de Martin Garrix et Dua Lipa Scared to Be Lonely, qui figurait sur leur EP de remix. Ils sortent un single original intitulé Body sur le label Armada Music d'Armin van Buuren,. La chanson, qui met en vedette le chanteur Brando, fait ses débuts dans le classement Billboard Hot Dance/Electronic Songs au numéro 49, se vendant à 20 000 téléchargements et gagnant plus de 40 000 000 de streams,. Le 17 février 2017, Loud Luxury collabore avec le musicien deep house Ryan Shephard pour sortir la chanson Fill Me In (titrée initialement Something to Say) sur le label AFTR:HRS de Tiësto.
En 2018, Loud Luxury reçoit une nomination dans la catégorie Vidéoclip indépendant aux 9e Hollywood Music in Media Awards pour Show Me mettant en vedette Nikki's Wives.
Aux Prix Juno 2019, Loud Luxury remporte le prix Juno de l'enregistrement dance de l'année pour Body.
En 2019, Loud Luxury se produit à EDC à Las Vegas et Lollapalooza à Chicago,.